# Theope nobilis
Theope nobilis is een vlindersoort uit de familie van de prachtvlinders (Riodinidae), onderfamilie Riodininae.
Theope nobilis werd in 1868 beschreven door H. Bates.